# Црква Светог Јована у Савову
Црква Светог Јована у Савову, мада се помиње и као црква Светог Саве, била је један од православних храмова Српске православне цркве, чији су материјални остаци препознати као вредан средоњовековни споменик културе који треба до краја изучити и конзервирати. Да њена садашња посвета Светом Јовану није првобитна указује назив места у којем је подигнута црква (Савово) и близина „Савине испоснице“ што ако се међусобно повеже води на закључак да је црква у селу Савову код Студенице могла да буде првобитно посвећена првом српском архиепископу, као она коју је у Лизици подигао архиепископ Никодим (1317–1324). Назив цркве вероватно су променили досељеници након доласка у село Савово који су из свог старог завичаја донели као крсну славу Светог Јована, и вероватно је да су свог светитеља заштитника временом повезали са затеченим црквиштем.

## Положај
Црква Светог Јована се налази у селу Савово, са обе стране реке Савошнице, на 4 km северозападно од ушћа Савошнице у реку Студеницу, скривена међу обронцима планине Чемерно, у близини Краљева. 
У стручној литератури слео Савово се помиње од 1905. године у раду Р. М. Илића о антропогеографским поучавањимадолине Ибра. Село је разбијеног типа, а куће се налазе са обе стране реке Савошнице. На овакав распоред домаћинстава утицала је стрмост долине у којој је насеље подигнуто.
Црква је временом занемарена јер се налазила ван комуникација и окружена густом вегетацијом, временом је обрасла густом пузавицом и другом вегетацијиом под утицајем атмосферских падавина, све више пропадала.

## Историја
Иако познати средњовековни извори до сада нису пружили податке о овом студеничком селу, о њему сведоче турски дефтери настали након пада Српске деспотовине. Сумарни попис Паша-санџака из 1476/77. године, као и сумарни попис Зворничког санџака из 1519. године, сведоче о томе да су становници села Савова имали статус влаха и да су плаћали порез – филурију.
У попису Зворничког санџака из1533. године помиње се да је Савово имало 35 кућа и статус дербенда. Док се у опширном попису из 1548. године наводе 34 куће, а међу становништвом села помињу и поп Димитри и његов син Милић.
На прилазу селу, са десне стране пута, остали су очувани остаци средњовековне цркве, највеоватније посвећене Светом Сави. Око ове цркве основано је савремено гробље. 

## Изглед цркве
Црква у Савову настала је током неколико различитих грађевинских активности, које су препознате према начину зидања и материјалу који је за ту намену коришћен. Црква је у основи једнобродна, са споља и изнутра полукружном апсидом. Црква је мала а њен унутрашњи простор је димензија 9,15 x 4,30 m, и подељен је на два пара пиластара на три травеја.
З зидање цркве углавном су коришћени правилни блокови сиге, док је међупростор заливен комадима сиге утопљеним у кречни малтер. Ђаконикон је био изведен у виду полукружне нише, која се и данас препознаје у јужном делу источног зида олтарског простора. Наспрам ђаконикона,у северном делу цркве, препознаје се ниша протезиса у виду конхе оријентисане у правцу североистока. За њену основу иско ришћена је једна лепо клесана мермерна плоча са профилацијом.
Црква је имала преломљени тријумфални лук. На исти начин лук је конструисан и у Давидови на Лиму, која је изграђена почетком девете деценије 13. века, али и у црквама у Придворици, Студеници, Градцу и Ушћу. Овај архитектонски елемент не јавља се тако често у континенталном делу средњовековне Србије, па из тог разлога указује да су мајстори који су зидали савовски храм вероватно потицали из српског Поморја.
Под је био сачињен од добро обрађених, правилних мермерних плоча, сложених у подужне редове неједнаке ширине. У оквиру поднице, у средишњем травеју, нешто ближе источном пару пиластара, налази се камена плоча у коју је била урезана амвонска розета у виду једноставне кружнице. Оригинално поплочање у апсиди није очувано, већ је секундарно изведено надгробним споменицима и ломљеним каменом. Распоред очуваних плоча јасно наговештава положај иконостаса.
Нешто касније, између западног парапиластара, подигнут је масиван зид са лучним пролазом и прозором над њим, највероватније у циљу побољшања статике објекта. У време, подизањем овог зида, формирана је и унутрашња припрата. Преградни зид био је подигнут од камена „грудвастог“ облика, док су оквири врата и прозора над њима изведени сигом.
Постављање прозора имало је за циљ, с једне стране, да пренесе светлост са западних прозора у наос, а с друге, да растерети теме лука над пролазом од притиска зидне масе. Да је статика грађевине била лоша, сведоче изидани ступци, дозидани уз источни пар пиластара, који су носили прислоњени лук. Ова конструкција је, као и преградни зид, придржавала угрожени свод цркве.
Црква има два улаза: западни, са мермерним профилисаним довратницима, и јужни, који се налазио на јужном зидусредишњег травеја. Овај улаз је каснијим зазиђивањем претворен у узани, лучно засведен прозор.

## Прилог
У рукопису М. Валтровића и Д. Милутиновића из 1877. године сазнајемо ове податке о цркви:
Савово. Порушена црква.

Свода нема осим нешто у апсиди. Стоје само преградни зидови од паперте и источни зид изнад апсиде. Материјал је понајвише сига од које је сва апсида цркве и унутрашња, друга припрата, одма до цркве (лађе). Предња припрата у коју се најпре улази од неправилног је камена, плочастог и грудвастог облика; сиге ту има врло мало. Ова прва припрата као да је доцније дозидана, јер само је појединим камењем везана за зид друге припрате. Ова друга није била у првобитном плану цркве но је настала понужди. Оно се је ћемер што је имао да ојача свод у цркве подзидан зидом, те је тако постала паперта. Патос прве паперте (дозидане доцније) јако је затрпан сурвинама. У западном зиду имају врат(а) горњи праг од греде, која је толико дугачка колико је западна фасада широка. Црква је морала бити у опасности да ће пасти, те је други ојачавајући ћемер подзидан зидом са вратима на полукруг, те је тако постала горе наведена друга паперта. Осим тога је испред апсиде, а одма до првог ћемера подигнут био нов ћемер да држи свод. Од тог новог ћемера само још стоје зидани ступци.
Доцније дозидана паперта као да није имала живописа. Нема ни малтера на њеним зидовима. У другој припрати, што је постала ћемер држећим зидом, има врло оштећеног живописа. Ту се од црквице Елене познаје фрагмент главе.
У полукружна врата у зиду што држе ћемер а дели припрату од цркве, горњи је праг од три дела. На другим гредама што их има у цркви познаје се да је црква горела.
Живопис у цркви јако оштећен. Лица у светаца лепо цртана, очи под обрвама и под доњим заклопцем јако осенчене. Лице зелено моделисано. Чело јако испупчено и мускулозно. Боје су биле пријатне. Израда брижљива, али не чини живопис величанствен утисак. Техника сигурна у фалтама.
У олтару 6 архијереја. Изнад допојасна лица светаца, па онда у своду апсиде познаје се још 2 стојећа анђела са зеленим дискосом један од њих.
Допојасне слике мале ишле су у истој висини као у апсиди даље ка сев. и јужном платну даље до првог ћемера. На сев. страни ступца што носи ћемер, била је слика Богородице. Познаје се само још избледела глава. Слика је та на јужној страни цркве.
Анђели у своду апсиде имају црвене ципеле. У зиду цркве било је на више места дрвених греда. Свод цркве и лукови ћемера били су готски. На чеоном зиду три умбогенаима код I. слика арх. Гаврила. Код II. стоји Богомати код стола(Благовести). У ниши III. слика архијереја. У ниши IV. као да је била велика допојасана слика Исусова. Какво је било позађе у фигура не види се. Око главе познаје се ултрамарин, који је местимице позеленио. Орнамент у Савову.
3. августа 1877.